# Axel Romdahl (skolman)

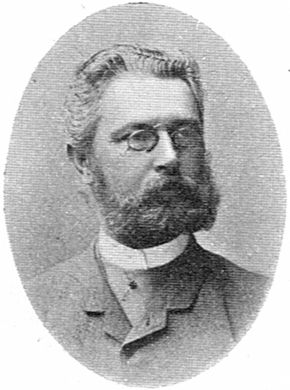
Axel Romdahl.

Per Axel Cyrus Romdahl, född den 12 september 1841 i Hangvars socken, Gotlands län, död den 4 februari 1926 i Linköping, var en svensk filolog och skolman. Han var far till Axel Romdahl.
Romdahl blev 1860 student vid Uppsala universitet, där han avlade kameralexamen 1863 och filosofie kandidatexamen 1867. Han promoverades till filosofie doktor 1869. Romdahl blev kollega vid lägre allmänna läroverket i Enköping sistnämnda år och 1870 adjunkt vid högre allmänna läroverket i Linköping, där han var lektor i franska och engelska språken 1881–1907 och tillförordnad rektor 1888–1901. Han utgav språkvetenskapliga avhandlingar. Romdahl blev riddare av Nordstjärneorden 1893.